# Saint-Germain-sur-École
Saint-Germain-sur-École – miejscowość i gmina we Francji, w regionie Île-de-France, w departamencie Sekwana i Marna.
Według danych na rok 1990 gminę zamieszkiwało 329 osób, a gęstość zaludnienia wynosiła 130 osób/km² (wśród 1287 gmin regionu Île-de-France Saint-Germain-sur-École plasuje się na 909. miejscu pod względem liczby ludności, natomiast pod względem powierzchni na miejscu 842.).